# Bart Maris

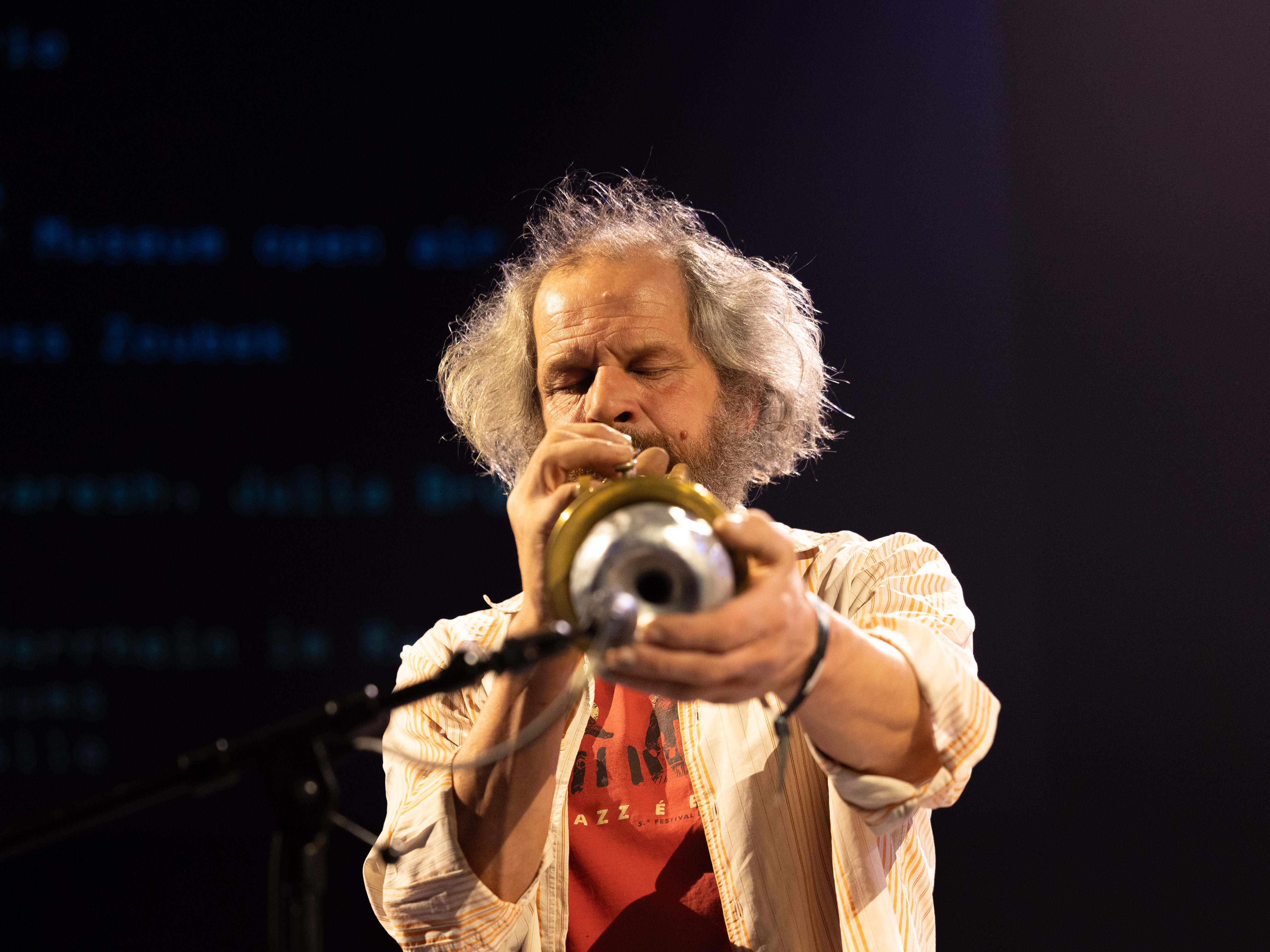
Bart Maris (2024)

Bart Maris  (* 1965 in Ninove) ist ein belgischer Jazztrompeter.

## Leben und Wirken
Bart Maris war Gründungsmitglied der Formation X-Legged Sally und bis 2003 von Think of One, anschließend spielte er in der Flat Earth Society. Mit seinem Bruder Piet Maris spielte er in der Brüsseler Folkband Jaune Toujours. Zu weiteren Bandprojekten, in die u. a. Hip-Hop und Rockmusik einfließen,  gehören Electric Barbarian, Kamikaze, Aranis und das Sextett 69, mit doppelt besetzten Bläsern, Bass und Schlagzeug. Mit dem Liveelektroniker Pepijn Caudron präsentierte er 2002 das Techno-Jazz-Projekt Kreng; mit Jan Klare, Wilbert de Joode und Michael Vatcher ist er Mitglied in Jan Klare's 1000. Seit Anfang der 1990er-Jahre arbeitete er u. a. mit Tobias Delius, Edward Perraud, Peter Vermeersch, Pierre Vervloesem, Fred Frith, André Goudbeek und Viktor Tóth. Im Bereich des Jazz war er nach Tom Lord zwischen 1993 und 2019 an 32 Aufnahmesessions beteiligt.
2013 wirkte er beim Stück „Toutes les memes“ von Stromae mit, das auch als Single aus dessen zweitem Album ausgekoppelt und zu dem ein Video gedreht wurde.
2021 wurde Maris mit dem Kulturpreis der Stadt Gent ausgezeichnet. 2025 war er in Moers als Improviser in Residence tätig.

## Diskographische Hinweise
- Jan Klare's 1000: (Shoe) (Red Roucan, 2012)
- Bart Maris & Lode Vercampt Krommekeer (El Negocito Records, 2013)